# エストニア自治政府

エストニア自治県
Autonoomne Eestimaa Kubermang (エストニア語)
Автономная Эстляндская губерния (ロシア語)

国歌: Mu isamaa, mu õnn ja rõõm（エストニア語）
我が故国、我が誇りと喜び

エストニア自治政府（エストニアじちせいふ）とは、1917年から1918年まで続いたエストニアの自治政府である。1917年、エストニアのボリシェビキのリーダーだったヤーン・アンヴェルトは反民主クーデターを起こし、ハリュ県知事から行政区域に政治権力を奪おうとするが、タリン市長であり革新的な考えの持ち主であったヤーン・ポスカはボリシェビキを拒絶し、自治政府の権威は自分自身であると宣言した。
しかし、それはすぐにボリシェヴィキによって地下に牽引された。2月には、ソ連との間で和平交渉の崩壊後、ドイツ帝国にエストニアが固有されると（オーバーオスト）、ボリシェビキ軍はロシアに後退した。そのあと、エストニア救世委員会によってエストニアは独立宣言した。エストニアは、ドイツ占領から解放されるまでには9ヶ月の時間を要したが、解放の翌日はエストニアの独立の日として今も祝われている。